# Sharon Murrell
Pour les articles homonymes, voir Murrell.
Sharon Murrell (née en 1946) est une femme politique provinciale canadienne de la Saskatchewan. Elle représente la circonscription de Battleford-Cut Knife à titre de députée du Nouveau Parti démocratique de la Saskatchewan de 1995 à 1999.

## Biographie
Élue en 1995, elle échoue à se faire réélire en 1999 alors qu'elle est défaite par le Rudi Peters du Parti saskatchewanais.